# غادة الشاطبي
غادة غالب الشاطبي إعلامية وناشطة اجتماعية وفاعلة خير يمنية - سعودية. ولدت في جدة ونشأت فيها في عائلة يمنية حيث استقروا بها عام 1976. حصلت على بكالوريوس علم الحاسب الآلي من كلية العلوم والتكنولوجيا بجدة. هي مراسلة في قناة روتانا خليجية، برامج سيدتي وساعة شباب، وقدمت تقارير عديدة لـMC4 ومعدة برامج في قناة الدانة. ولها العديد من الأعمال والنشاطات الداعمة للجمعيات الخيرية ومشاركات في تنفيذ عدد من الاحتفاليات والمهرجانات الخاصة بالإيتام وذوي الإحتاجيات الخاصة والأسر المنتجة. عملت في أكثر من قناة إعلامية، وناقشت في برامج عدة ثقافية واجتماعية، واهتمامها المشاكل المجتمعية. انخرطت في العمل التطوعي وتقوم بالمبادرات المجتمعية والخيرية خصوصًا للأيتام ولها نشاط إداري في عدة من الجمعيات الخيرية في السعودية.

## سيرتها
هي غادة غالب الشاطبي ولدت في جدة ونشأت فيها في عائلة يمنية حيث استقروا بها عام 1976. حصلت على بكالوريوس علم الحاسب الآلي من كلية العلوم والتكنولوجيا بجدة، ولها العديد من الدورات في مجال التسويق والتطوير اذات والإعلام. 

عملت مدة مديرة تنفيذي لشركة The Tech Lions Groups لتنظيم الفعاليات والمؤتمرات، ثم مستشارة إعلامية للكثير من المعارض والفعاليات.

### مهنتها الإعلامية
بدأت مهنتها الإعلامية من قناة روتانا خليجية من خلال برنامج سيدتي، ومن ثم برنامج ساعة شباب، وأُضيفت برامج عدة وتقارير إي تي بالعربي على قناة MBC1، وتولّى مهمّة الإعداد في قناة الدانة، وقدّمت برنامجَ خواطر صبايا وليالي رمضان.

### مهنتها الخيرية
استطاعت من خلال تجربتها الإعلامية ونشطت في العمل التطوعي ولها مبادرات عديدة. قالت أن «العمل التطوعي سبق العمل الإعلامي، وكان البوابة التي دخلت منها إلى الإعلام، حين حللتُ ضيفةً للمرة الأولى في برنامج سيدتي الذي يُقدّم على قناة روتانا خليجية، ومن خلال ظهوري على الشاشة، اقترح عليّ مُعدّ البرنامج أن أنضم إليهم، حيث أُعجبَ بشخصيتي التي تحمل كاريزما محبّبة على الشاشة، في وقت كانت في القناة بحاجة إلى مراسلة ثقافية.».

هي مسؤولة العلاقات العامة والإعلام بجمعية اصدقاء المجتمع الخيرية بمكة ومشرفة على فعاليات مشروع هديتي فيها.

في نوفمبر 2019 أطلقت مبادرة أيتامنا سعادة بجدة وتهدف المبادرة إلى دمج 40 من الأطفال الايتام بالمجتمع.، ثم في 25 مايو 2020، ما نسيناكم لدعم ومعايدة 50 يتيم.

## جوائزها وتكريمها
- 29 مارس 2016: كرمتها الأميرة بسمة بنت سعود بوصفها الأم المثالية في معرض «ست الحبايب»، جدة.[13]

## حياتها الشخصية
هي مسلمة وتعيش عازبة مع عائلتها ولها حضور في مواقع التواصل الاجتماعي. تعتبر والدتها داعمة الأولى لها. إتبعت أوامر البقاء في المنزل في أيام جائحة فيروس كورونا في السعودية ودعت الجميع إلى الالتزام بتطبيق الإجراءات الاحترازية خلال فيديو نشرتها عبر صحيفة هتون الالكترونية في 22 أبريل 2020.

## وصلات خارجية
- «أبيض وأسود لقاء الاستاذة غادة الشاطبي» على إذاعة الرياض، 1 أكتوبر 2019
- «أهمية العمل التطوعي والمبادرات المجتمعيه/الإعلامية غادة الشاطبي/مع سيلفا صبرا»، 22 سبتمبر 2019